# Biskupi hasselccy
Biskupi hassleccy – lista biskupów pełniących swoją posługę w diecezji hasselckiej.

## Ordynariusze
| L.p. | Lata rządów                            | Imię i nazwisko         |
| ---- | -------------------------------------- | ----------------------- |
| 1.   | 13 czerwca 1967 - 15 grudnia 1989      | bp Jozef-Maria Heuschen |
| 2.   | 15 grudnia 1989 - 25 października 2004 | bp Paul Schruers        |
| 3.   | od 25 października 2004                | bp Patrick Hoogmartens  |

## Biskupi pomocniczy
- 1970–1989: bp Paul Schruers, biskup tytularny  Sléibhte, koadiutor od 1972 r.
- 1997–2004: bp Patrick Hoogmartens, koadiutor